# エミール・フォン・レズニチェク
エーミール・ニコラウス・ヨーゼフ・フォン・レズニチェク（ドイツ語: Emil Nikolaus Joseph von Reznicek（稀にRezničekとも）, *1860年5月4日 ウィーン – †1945年8月2日 ベルリン）は、オーストリアの後期ロマン派音楽の作曲家。チェコ系貴族の末裔としてオーストリア帝国に生まれた。

## 略歴
オーストリア帝国の将軍ヨーゼフ・レズニチェクを父に、ウィーンのボヘミア系の家庭に生を享ける。実家は騎士階級であり、1860年1月2日に男爵位を授かったばかりであった。画家のフェルディナント・フォン・レズニチェク（1868年–1909年）は異母弟である。
グラーツにおいて、法学と音楽とを同時に学ぶが、法学では学位を取得せず、代わりにライプツィヒ音楽院で音楽の学習を続けた。その後チューリヒやグラーツ、シュテッティン、マインツ、マンハイム、ヴァイマルの劇場で指揮者を歴任し、1886年から1894年までプラハの楽長に就任した。1894年12月16日には、プラハで《ドンナ・ディアナ》の初演の大成功を見届けている。1902年の春にベルリンに定住し、時折りロシアやイングランドにも演奏旅行を行なった。1909年から1911年までベルリン・コーミッシェ・オーパーの首席指揮者に就任した。1920年からベルリン高等音楽学校作曲科で教鞭を執った。プロイセン芸術アカデミーの会員ならびに役員となった。
レズニチェクの作品は、アルトゥール・ニキッシュやグスタフ・マーラー、フェリックス・ワインガルトナー、リヒャルト・シュトラウス、レオ・ブレッヒらの指揮者によって世に送り出された。第三帝国期には一目置かれる作曲家となり、1933年7月には、愛国歌「ラインの守り」で締め括られる1925年完成の祝典序曲を、新たに《解放されたドイツ（Befreites Deutschland）》と題して初演している。1934年から1942年まで「作曲家国際協力常任顧問」ドイツ全権使節を務めた。1935年には、芸術科学ゲーテ勲章を授与され、1936年4月20日にはアドルフ・ヒトラーから教授職に任命されている。1938年に《弦楽四重奏曲》が第三帝国音楽祭で上演され、同年に帝国文化評議員として帝国音楽院に提言した。1940年より月々の恩給を、1944年12月には1回限りの3万帝国マルク以上の贈与金を授かった。

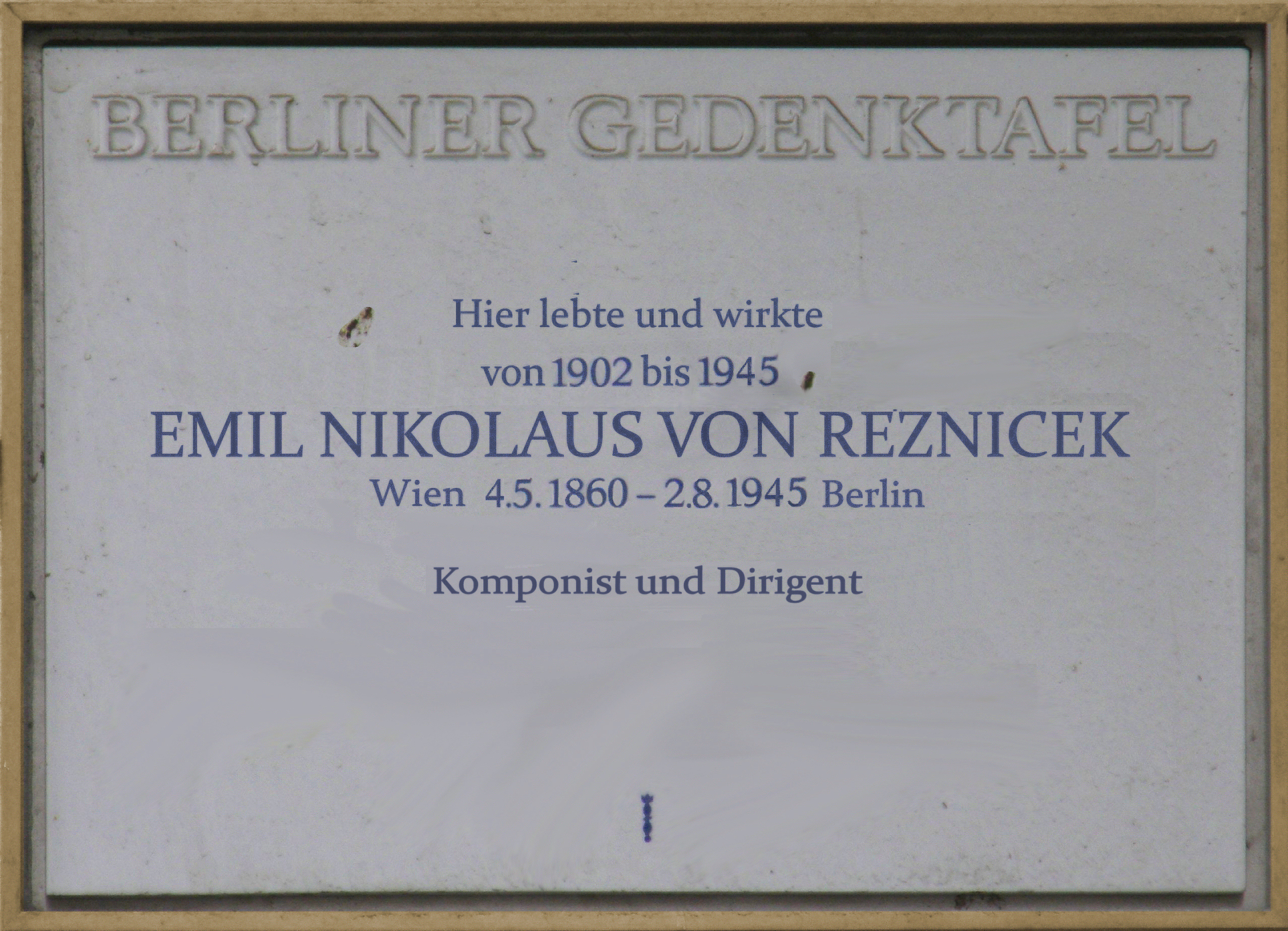
レズニチェクの墓碑

歿後は、ヴィルマースドルフの森霊園に葬られた。

## 作風と受容
レズニチェクはリヒャルト・シュトラウスと個人的な友人同士ではあったが、両者の関係は複雑であった。レズニチェクの交響詩《シュレーミール（Schlemihl）》（1912年）はシュトラウスの交響詩《英雄の生涯》の直截のパロディである。しばしば冷笑的なユーモアの活用というのが、レズニチェク作品の特色であり、歌劇《騎士ブラウバルト（Ritter Blaubart）》の早口でわけの分からないことを口走るブラウバルトから、交響詩《勝者（Der Sieger）》（1913年）の嘲るような「金の子牛をめぐる踊り」を経て、《舞踏交響曲（交響曲第5番）》（1925年）の表現主義的な最終楽章「タランテラ」に至るまで、その例は枚挙のいとまがない。
こんにちレズニチェクは、もっぱら歌劇《ドンナ・ディアナ》の序曲で覚えられており、この序曲は、ドイツは素よりイギリスやアメリカ合衆国でもテレビ番組のテーマ音楽に転用されて親しまれてきた。しかしながらレズニチェクが手懸けたジャンルは、交響曲や管弦楽組曲、セレナーデ、序曲、ヴァイオリン協奏曲、室内楽があり、歌劇も多数存在する。以前はレズニチェク作品のまとまった音源を入手することは難しかったが、1980年代からゴードン・ライトがアメリカでレズニチェク協会を作り、レズニチェクの作品の再評価の気運を高めた。現在では、ドイツのレーベルcpoから、交響曲や交響詩など、管弦楽曲の連続録音が発表されており、3幕のメルヘン・オペラ《騎士ブラウバルト》はベルリン放送交響楽団によって録音が制作された。

## 主要作品一覧

### 交響曲
- 第1番ニ短調「悲劇的」（Sinfonie Nr. 1 d-Moll "Tragische"） （1901年)
- 第2番 変ロ長調「皮肉」 （Sinfonie Nr. 2 B-Dur "Ironische"）（1904年)
- 第3番ニ長調「古風な様式で」 （Sinfonie Nr. 3 D-Dur "Im alten Stil"） （1918年）
- 第4番ヘ短調 （Sinfonie Nr. 4 f-Moll） （1919年）
- 第5番 嬰ヘ短調「舞踏交響曲（Tanz-Symphonie）」（Sinfonie Nr. 5 fis-Moll "Tanzsinfonie"） （1924年）

### 管弦楽曲

#### 協奏的作品
- チェロと管弦楽のための《夜曲》（Nachtstück for cello and orchestra） （1903年作曲）
- Introduktion und Valse Caprice for violin and orchestra （1906年作曲
- Konzertstück für Violine und Orchester E-Dur  （1918年作曲)
- Konzert für Violine und Orchester e-Moll （1918年作曲)

#### 演奏会用序曲
- 喜劇序曲（Eine Lustspielouvertüre） （1895年作曲）
- 序曲《ティル・オイレンシュピーゲルの生き様（Wie Till Eulenspiegel lebte, Ouvertüre）》 （1900年作曲）
- 序曲《春（Frühlingsouvertüre）》 （1903年作曲）
- 祝典序曲《解放されたケルンに寄せて（Festouvertüre, "Dem befreiten Köln"）》 （1926年作曲）
- 幻想序曲 第1番《ラスコーリニコフ（Raskolnikoff, Fantasie-Ouvertüre No. 1）》 （1925年作曲、散逸）
- 幻想序曲 第2番《ラスコーリニコフ（Raskolnikoff, Fantasie-Ouvertüre No. 2）》 （1929年作曲）
- 幻想序曲 第3番《ラスコーリニコフ（Raskolnikoff, Fantasie-Ouvertüre No. 3）》 （1930年作曲、散逸）
- ゴルトピロル序曲《ドイツの森にて（Goldpirol-Ouvertüre, "Im deutschen Wald"）》 （1930年作曲)

#### 交響組曲
- 交響組曲 第1番 ホ短調 （Sinfonische Suite Nr. 1 e-moll） (composed 1883)
- 交響組曲 第2番 ニ長調 （Sinfonische Suite Nr. 2 D-dur） (composed 1896)
- ストリンドベリの戯曲のための劇音楽による組曲《夢の戯曲（Traumspiel-Suite）》 （1915年作曲)

### 交響詩
- テノール独唱つきの交響詩《シュレーミール（ある人物像）》（Schlemihl — Ein Lebensbild, Sinfonische Dichtung (mit Tenorsolo)）（1912年作曲）
- アルト独唱と混声合唱つきの交響詩《勝者（交響的・諷刺的歴史画）》（Der Sieger — Ein symphonisch-satyrisches Zeitbild, Sinfonische Dichtung (mit Altsolo und gemischtem Chor)） （1913年）
- 混声合唱つきの交響詩《平和（ある幻想）》 （Der Frieden — Eine Vision, Sinfonische Dichtung (mit gemischtem Chor)） （1914年、散逸）

#### セレナーデ
- 弦楽セレナーデ ト長調 （Serenade G-Dur für Streichorchester） （1905年、改訂版：1920年）

#### フーガ、変奏曲
- 管弦楽のフーガ （Orchesterfuge） （1906年作曲）
- 前奏曲とフーガ ハ短調 （Präludium und Fuge c-moll） （1912年、オルガン独奏版は1918年）
- 前奏曲と半音階的フーガ 嬰ハ短調 （Präludium und chromatische Fuge cis-moll） （1913年、オルガン独奏版は1920年）
- バリトン独唱と管弦楽のための《シャミッソーの悲劇的な物語による主題と変奏》（Thema und Variationen nach Chamissos "Tragische Geschichte" (mit Baritonsolo)） （1921年作曲）
- コル・ニドライによる交響的変奏曲 （Sinfonische Variationen über das "Kol Nidrey"） （1929年作曲）

### 舞台音楽

#### バレエ・舞曲・行進曲
- 軍楽のための《プロプスト行進曲》 （Probszt-Marsch für Militärmusik） （1892年作曲）
- 悲愴円舞曲（Valse Pathétique） （1931年作曲）
- 3景のバレエ音楽《金の子牛》 Das goldene Kalb, Ballett in drei Bildern （台本：リッゴ・カヴリング、1935年作曲）

#### 劇付随音楽
- ストリンドベリの演劇『夢の戯曲』への舞台音楽（"Traumspiel", Bühnenmusik zu August Strindbergs Drama） （1915年作曲）
- ストリンドベリの戯曲『ダマスクスへ 第3部（Nach Damaskus III）』のための付随音楽 （1916年作曲)
- マインハルトとベルナウアーによる戯曲への付随音楽《楽長クライスラーの不思議物語（Die wunderliche Geschichte des Kapellmeisters Kreisler）》 （1922年作曲)
- ヘルベルト・オイレンベルクの戯曲への付随音楽《警官（Polizei）》 （1926年作曲）

#### 歌劇・軽歌劇
- 3幕の歌劇《オルレアンの乙女 （Die Jungfrau von Orleans）》（原作：フリードリヒ・シラー、作曲：1886年）
- 2幕の歌劇《サテネッラ（Satanella）》 （自作台本、1887年作曲）
- 2幕の歌劇《エメリヒ・フォルトゥナート（Emerich Fortunat）》 （自作台本、1888年作曲）
- 3幕の歌劇《ドンナ・ディアナ（Donna Diana）》 （原作：アグスティーン・モレト＝イ＝カバナの『（El desdén con el desdén）』、独語台本：ユリウス・クナップ、作曲：1894年、改訂：1933年）
- 2つの部分と後奏による民話オペラ《ティル・オイレンシュピーゲル》 （Till Eulenspiegel, Volksoper in zwei Teilen und einem Nachspiel） （原案：ヨハン・フィッシャルト、自作台本、作曲：1900年、改訂：1939年）
- 軽歌劇《見棄てられた花嫁（Die verlorene Braut）》 （1910年作曲）
- 軽歌劇《結婚への不安（Die Angst vor der Ehe）》 （原作：モーリス・エヌカン、台本：ルイ・タウフシュタインとエーリヒ・ウルバン、作曲：1913年）
- 3幕のメルヘン・オペラ《騎士ブラウバルト》（Ritter Blaubart", Märchenoper in drei Akten） （台本：ヘルベルト・オイレンベルク、作曲：1917年-1920年作曲）
- 2幕の歌劇《ホロフェルネス》（Holofernes", Oper in zwei Akten） （原作：フリードリヒ・ヘッベルの『ユディトとホロフェルネス』、自作台本、作曲：1922年）
- 3幕の歌劇《ザトゥアラ》（Satuala, Oper in drei Akten） （台本；ロルフ・ラウックナー、作曲：1927年-1928年）
- 2幕の歌劇《ガソリン（Benzin）》 （原作：ペドロ・カルデロン・デ・ラ・バルカ、作曲：1929年）
- 1幕の喜歌劇（または室内オペラ）《（Spiel oder Ernst?）》（台本：ポール・クヌートセン、作曲：1930年）
- 1幕の歌劇《ヴェネツィアのゴンドラ漕ぎ（Der Gondoliere des Dogen）》（台本：ポール・クヌートセン、作曲：1931年）
- 1幕の歌劇《生贄（Das Opfer）》（台本：ポール・クヌートセン、作曲：1932年）

### 宗教曲
- 独唱と混声合唱、管弦楽のための《レクィエム ニ短調》（Requiem d-moll für Soli, gemischten Chor, Orgel und Orchester） （1895年、散逸）
- 独唱と混声合唱、管弦楽のための《ミサ曲ヘ長調》 Messe F-dur für Soli, gemischten Chor und Orchester （1898年の草稿のみ現存）
- アルト、バリトン、混声合唱、オルガンと弦楽オーケストラのためのカンタータ《追悼曲（In Memoriam）》 （Kantate für Alt, Bariton, gemischten Chor, Orgel und Streichorchester） （1915年）
- 混声合唱とオルガンのためのコラール幻想曲《主の祈り》（Vater unser, Choralfantasie für gemischten Chor und Orgel） （1919年）
- 混声合唱、オルガンと管弦楽のための《無情の詩篇》（Der steinerne Psalm für gemischten Chor, Orgel und Orchester） （1929年）

### シェーナ、アリア
- 『マクベス』の魔女のシェーナ（Hexenszene aus Macbeth） （1877年作曲）

### 歌曲（連作歌曲）
- バスとピアノのための歌曲集《フリードリヒ大王時代の2つのバラード》（"Zwei Balladen aus Fridericianischer Zeit" für Bass und Klavier） （1912年、管弦楽伴奏版あり）
- アルトないしはバスとピアノのための歌曲集《祈禱と改悛の4つの歌》（"Vier Bet- und Bußgesänge" für Alt bzw. Bass und Klavier） （1913年、管弦楽伴奏版あり）
- 中声とピアノのための7つの歌曲（Sieben Lieder für mittlere Singstimme und Klavier） （1939年）

### 室内楽曲
- ピアノ三重奏曲《夜曲（Nachtstück）》 （1905年作曲）
- ピアノ三重奏曲《小さき者たちに（Für unseren Kleinen）》 （1921年作曲）
- ピアノ三重奏のための『ホロフェルネス』の前奏曲《コル・ニドライ（Kol Nidrey, Vorspiel zu "Holofernes:）》 （1926年作曲）
- ピアノ三重奏曲《ワルツの唄（Walzerlied）》  （1932年作曲）

- 弦楽四重奏曲 ハ短調 （1882年作曲）
- 弦楽四重奏曲 嬰ハ短調 （1906年作曲、1921年改訂）
- 弦楽四重奏曲 ニ短調 （1922年作曲）
- 弦楽四重奏曲 ホ短調 （1928年作曲）
- 弦楽四重奏曲 変ロ長調 （1932年作曲、第1楽章と第4楽章のみ現存）

### ピアノ曲
- 自殺者の思想（Die Gedanken des Selbstmörders） （1880年作曲）
- 4つのピアノ曲（Vier Klavierstücke） （1882年作曲）
- 緑の行進曲（Grünnemarsch） （1890年作曲）
- 喜劇的序曲（Eine Lustspiel-Ouvertüre）のピアノ4手用簡易編曲 （1895年編曲）
- 2つの幻想的小曲（Zwei Phantasiestücke） （1896年もしくは1897年）
- 組曲《夢の戯曲（Traumspiel-Suite）》のピアノ用簡易編曲  （1921年編曲)
- 生真面目なワルツ（Ernster Walzer） （1924年作曲)
- 悲愴円舞曲（Valse Pathétique） （1924年作曲・管弦楽化）
- 4つの交響的舞曲（Vier sinfonische Tänze）（1924年編曲、《交響曲 第5番「舞踏交響曲」》より)
- メヌエット（Menuett） （1926年編曲、劇付随音楽《警察》より）
- 愛の告白（Liebeserklärung） （1943年作曲）

### オルガン曲
- 前奏曲と半音階的フーガ ハ短調 （Präludium und chromatische Fuge in C minor） （1912年作曲)
- 前奏曲とフーガ ハ短調 （Präludium und Fuge in C minor） （1918年作曲)
- コラール幻想曲《》ホ短調（Fantasie e-Moll "Kommt Menschenkinder, rühmt und priest"） （1930年作曲)

## 註
1. ↑  Genealogisches Handbuch des Adels, Adelslexikon Band XI, Seite 366, Band 122 der Gesamtreihe, C. A. Starke Verlag, Limburg (Lahn) 2000, ISSN 0435-2408
2. 1 2 3  Fred K. Prieberg: Handbuch Deutsche Musiker 1933–1945, CD-Rom-Lexikon, Kiel 2004, S. 5.724–5.725.
3. ↑  Fred K. Prieberg: Handbuch Deutsche Musiker 1933–1945, S. 5.729.
4. ↑  Fred K. Prieberg: Handbuch Deutsche Musiker 1933–1945, S. 5.733 und 5.735.